# Bromus pubescens
Bromus pubescens är en gräsart som beskrevs av Henry Ernest Muhlenberg och Carl Ludwig von Willdenow. Bromus pubescens ingår i släktet lostor, och familjen gräs. Inga underarter finns listade i Catalogue of Life.